# Nathanael Gottfried Leske
Nathanael Gottfried Leske (Bad Muskau, Saxônia, 22 de outubro de 1751 — Marburg, 25 de novembro de 1786) foi um naturalista e geólogo alemão. 

## Biografia
Depois que terminou seus estudos no  "Bergakademie" de Friburgo na Saxônia, e no "Franckeschen Stiftungen"  de Halle, Leske assumiu o posto de professor de história natural na Universidade de  Leipzig, em 1775.
De 1777 à 1786, ensinou  economia nesta mesma Universidade. Em 1786, obteve  a cátedra de economia e ciências econômicas em Marburg, porém, sofreu  um acidente durante a viagem até esta cidade, morrendo logo depois.
Leske possuiu uma extensa coleção de minerais, que após a sua morte foi organizada por  Gustav Karsten (1749-1817), sendo posteriormente vendida, em 1792,  para a "Dublin Society".   A coleção incluiu outros espécimes das coleções  de Johann Friedrich Gmelin e Johan Fabricius Christian. Estes espécimes estão agora  preservados no  Museu nacional da Irlanda.   Durante toda a sua vida Leske manteve um vínculo muito forte com o seu professor e  amigo geólogo e mineralogista Abraham Gottlob Werner (1749-1817) em  Weimar, e correspondeu-se seguidamente com  Goethe (1749-1832).

## Obras
- Anfangsgrunde der Naturgeschichte. Zwote [sic] verbesserte und viel vermehrte Ausgabe. Leipzig: Siegfried Lebrecht Crusius, 1784.
- Reise durch Sachsen in Rüksicht der Naturgeschichte und Ökonomie unternommen und beschrieben. Leipzig: J.G. Müllersche Buchhandlung, 1785.
- Ichthyologiae Lipsiensis specimen. Lipsiae: Siegfrief Lebrecht Crusius, 1774.
- Museum N. G. Leskeanum. Pars entomologica ad systema entomologiae Cl. Fabricii orkinata... Lipsia: J.G. Müllersche Buchhandlung, 1788.